# Admiral-Klasse (1920)
Die Admiral-Klasse war eine geplante Klasse von Schlachtkreuzern, die während des Ersten Weltkrieges für die Royal Navy gebaut wurde. Die Klasse wurde als Antwort auf den Bau der deutschen Mackensen-Klasse entwickelt und sollte ursprünglich aus vier Schiffen bestehen. Lediglich die Hood wurde fertiggestellt.

## Hintergrund
1915 gab die Admiralität den Entwurf einer Nachfolge-Klasse der Queen-Elizabeth-Klasse in Auftrag. Der Entwurf sollte die Bewaffnung, Panzerung und Maschinenleistung der Queen-Elizabeth-Klasse übernehmen und über den neuesten Unterwasserschutz sowie über einen höheren Freibord und einen geringeren Tiefgang verfügen. Zwischen November 1915 und Januar 1916 legte Eustace Tennyson d’Eyncourt, der Director of Naval Construction (DNC), der Admiralität fünf verschiedene Entwürfe vor, die jedoch alle abgelehnt wurden. Am 1. Februar reichte er zwei weitere Entwürfe ein, die eine Geschwindigkeit von mindestens 30 Knoten vorsahen und mit acht 381-mm-Kanonen ausgestattet sein sollten.
Am 17. Februar folgte ein weiterer Entwurf, der eine Leistung von 160.000 SHP und eine Geschwindigkeit von 32 Knoten vorgab. Kurz darauf wurde der DNC gebeten, diesen dritten Entwurf weiter auszuarbeiten und eine zusätzliche alternative Version mit einer größeren Sekundärbewaffnung auszuarbeiten. Am 27. März wurden beide Entwürfe der Admiralität vorgelegt. Am 7. April hatte die Admiralität ihre Wahl zugunsten der zusätzlichen Version getroffen: Die Schiffe sollten eine Länge von 262 m haben, eine Verdrängung von 36.300 tn.l. aufweisen und nur leicht gepanzert sein, so dass eine Höchstgeschwindigkeit von 32 kn (59 km/h) möglich wurde. Die Bestellung der ersten drei Schiffe erfolgte am 19. April, das vierte Schiff wurde am 13. Juni bestellt.
Die Versenkung dreier britischer Schlachtkreuzer in der Skagerrakschlacht im Mai 1916 wirkte ernüchternd, was den Einsatz von nur leicht gepanzerten Schiffen betraf. Daher wurde im Juni der Entwurf im Hinblick auf diese Erfahrung nochmals überdacht und resultierte in der Erstellung von zwei modifizierten Entwürfen, die der Admiralität am 5. Juli 1916 vorgelegt wurden. Im ersten Entwurf wurde die Deckspanzerung sowie der Turm- und Barbettenschutz erhöht. Bei der zweiten Version, die schließlich am 4. August genehmigt wurde, wurden der Gürtel und die Barbetten auf 304 mm erhöht. Außerdem wurden Torpedowülste installiert. Im September wurde der Schutz jedoch ein weiteres Mal überprüft, was zu weiteren Änderungen der Deckspanzerung führte. Mit diesen Änderungen sollte sichergestellt werden, dass eine Granate, die in einem Winkel von bis zu 30 Grad einschlug, insgesamt mindestens 228 mm Stahl durchdringen musste. Der endgültige Entwurf wurde am 20. August 1917 vorgelegt und am 30. August genehmigt. Bereits am 9. März hatte das Kriegskabinett entschieden, den Bau der Schiffe auszusetzen, da das Material und die Arbeitskräfte, die für ihre Fertigstellung erforderlich waren, für Handels- und Geleitschiffe mit höherer Priorität benötigt wurden. Lediglich die Hood konnte fertiggestellt werden.

## Technik
Die Hood hatte eine Gesamtlänge von 262 m und eine Länge zwischen den Loten von 247 m. Die Breite betrug 32 m und der Tiefgang 9,75 m. Die Verdrängung lag zwischen 41.125 tn.l. und 46.680 tn.l.

### Antrieb
Die Hood war mit vier Brown-Curtis-Dampfturbinen ausgestattet, die jeweils eine Welle antrieben und insgesamt 144.000 Shp (105.912 kW) entwickelten, mit der sie eine Höchstgeschwindigkeit von 31 Knoten (57 km/h) erreichte. Der Dampf wurde von 24 Yarrow-Wasserrohrkesseln mit einem Arbeitsdruck von 14,4 Bar geliefert. Das Schiff konnte maximal 4.000 tn.l. Heizöl mitführen, was ihm bei 12 Knoten (22 km/h) eine Reichweite von 6.800 Seemeilen (11.850 km) ermöglichte. Die Besatzung des Schiffes bestand aus 1.475 Offizieren und Mannschaften.

### Bewaffnung
Die Hauptbewaffnung bestand aus acht 380-mm-Kanonen in Mk-II-Zwillingslafetten mit einem Drehgewicht von 880 tn.l. Die Geschütztürme befanden sich vor und hinter den Aufbauten mit den Bezeichnungen „A“, „B“, „X“, und „Y“ von vorn nach achtern. Die 16 m langen Geschütze hatten einen Seitenrichtbereich von 300 Grad. Die Kanonen selbst wogen 101.605 kg und hatten bei einer maximalen Elevation von 30° und einer Mündungsgeschwindigkeit von 749 m/s eine Reichweite von 30.680 m. Sie verschossen 879 kg schwere Granaten mit einer Kadenz von etwa zwei Schuss pro Minute. Die seitliche Ausrichtung sowie die Erhöhung und Absenkung der Rohre erfolgte hydraulisch über eine Ringleitung. Die Drehgeschwindigkeit lag bei 2° und die Erhöhungsgeschwindigkeit bei 5° pro Sekunde.

### Sekundärbewaffnung
Die Sekundärbewaffnung bestand aus zwölf 140-mm-Geschützen in Mk-II-Mittel-Pivot-Lafetten mit einem Gewicht von 18,6 tn.l. Die Kanonen hatten einen Seitenrichtbereich von 300 Grad und eine maximale Elevation von 30° Bei einer Mündungsgeschwindigkeit von 850 m/s hatten die Geschütze eine Reichweite von 16.250 m. Sie verschossen 37,2 kg schwere Granaten mit einer Kadenz von rund zwölf Schuss pro Minute.

### Flak
Die Flugabwehr bestand aus vier 102-mm-Schnellfeuerkanonen in Mk-III-Steilwinkellafetten. Die Kanonen hatten eine Länge von 4,5 m und ein Gewicht von 2.206 kg. Bei einer Elevation von 44° und einer Mündungsgeschwindigkeit von 728 m/s hatten die Geschütze eine effektive Reichweite von 9450 m.

### Torpedos
Die Hood war mit insgesamt sechs 533-mm-Torpedorohren ausgestattet. Zwei Rohre befanden sich über, die restlichen unter Wasser. Die Hood führte 32 Mk-IV-Torpedos mit einem Sprengkopf von 234 kg TNT. Die Reichweite lag bei 35 Knoten (65 km/h), bei 7.315 m 9.144 m bei 29 Knoten (54 km/h) und 12.344 m bei 25 Knoten (46 km/h).

### Sensoren
Die Hauptbewaffnung wurde von einem der beiden Feuerleitstände heraus gesteuert. Der erste befand sich auf dem Dach des Kommandoturms in einer Panzerhaube, der zweite befand sich auf dem Fockmast. Die Leitstände waren mit jeweils einem 9,10-m-Entfernungsmesser ausgestattet und übermittelten ihre Daten an einen Mk V Dreyer Fire Control Table, der die Daten in Entfernungs- und Vorhaltangaben umwandelte.
Die Sekundärbewaffnung wurde von zwei Feuerleitständen mit jeweils 2,7-m-Entfernungsmessern kontrolliert. Die Flakgeschütze wurden von einem 2-Meter-Entfernungsmesser gesteuert, der sich in den hinteren Aufbauten befand.

## Panzerung
Die Hood hatte einen Panzergürtel aus Krupp-Zementstahl, der sich über eine Gesamtlänge von 218 Metern erstreckte. Der Hauptpanzergürtel erstreckte sich von der Barbette „A“ bis zur Barbette „Y“ und war mittschiffs 305 mm dick. Davor verjüngte er sich auf einer Länge von 22,80 m auf 127 mm und dahinter auf einer Länge von 24 m auf 152 mm. Die Oberkante in Höhe des Hauptdecks lag 1,67 m über der Wasserlinie, die Unterkante entlang des Unterdecks 1,20 m unter der Wasserlinie. Darüber verlief ein weiterer Plankengang mit einer Dicke von 177 mm, der sich 15 m vor der Barbette „A“ bis zur Mitte der Barbette „Y“ erstreckte. Darüber folgte ein 152 mm dicker Plankengang der sich von der Barbette „A“ bis 19,80 m vor Barbette „X“ zwischen Vorschiff und Oberdeck erstreckte. Die Geschütztürme waren mit 279 bis 381 mm an den Seiten und mit 127 mm auf dem Dach gepanzert. Die darunter liegenden Barbetten waren mit 127 mm bis 305 mm gepanzert. Der Kommandoturm war mit 177 mm bis 279 mm gepanzert und hatte ein 127 mm dickes Dach. Der darüber liegende Feuerleitstand war mit 127 bis 254 mm geschützt. Der Torpedokommandoturm war rundherum mit 76 mm gepanzert und hatte ein 50 mm dickes Dach. Die drei Torpedoschotten waren 19 bis 38 mm dick. Der horizontale Schutz bestand aus vier gepanzerten Decks mit einer Dicke von 19 bis 76 mm hochfestem Stahl.